# Franz Krumm
Franz Krumm (16 de setembro de 1909 — Oriol, Rússia, 9 de março de 1943) foi um futebolista alemão que atuou nos clubes de  Fußball-Club Bayern München (1931-1938) e Turn- und Sportverein München von 1860 (1938-1943). Jogou na Seleção Alemã de Futebol por duas vezes em 1932 e 1933, fazendo um gol.
Em 1943 foi recrutado e morreu na Frente Oriental (Segunda Guerra Mundial).